# Релаксационный генератор
Релаксационный генератор — генератор колебаний, пассивные и активные нелинейные элементы которого не обладают резонансными свойствами. На практике, зачастую, один или несколько активных элементов в таких генераторах работает в ключевом (релейном) режиме — включён/выключен.

Релаксационный RC-генератор на операционном усилителе

Характерные особенности релаксационных генераторов:
- Не могут работать при отключенном источнике энергии.
- Являются только автогенераторами.[источник не указан 3333 дня]
- Являются нелинейными системами, для описания требуют применения нелинейной теории колебаний.

Следует рассмотреть релаксационные генераторы не только электрических, но и механических колебаний.
Релаксационные генераторы механических колебаний:
1. Гидротаран.
2. Различные дозирующие устройства.
3. Струна скрипки, возбуждаемая смычком.
4. Скрипящие тормоза автомобилей и ж/д вагонов.
5. Дождевые тучи, в которых постепенно накапливается влага, а затем происходит её резкий сброс.

Релаксационные генераторы электрических колебаний:
1. Различные модификации мультивибраторов.
2. Генератор пилообразного напряжения (в том числе на неоновой лампе).
3. Генератор треугольного напряжения.